# TCPMP
The Core Pocket Media Player (TCPMP) es un Reproductor multimedia muy versátil con Licencia dual cuyo desarrollo ha sido discontinuado (en este momento continúa en desarrollo una versión comercial llamada CorePlayer y pronto aparecerá una de libre distribución de nombre BetaPlayer). Viene en una versión de código fuente cerrada y otra versión de código fuente abierta GPL. Soporta los siguientes Sistemas operativos incluyendo Windows, Windows CE, Windows Mobile, Palm OS y Symbian OS. TCPMP soporta muchos decodificadores de audio y video, incluyendo AAC, ASF, ASX, AVI, DIVX, FLAC, H.263, H.264, M2V, Matroska, Monkey's Audio, MP2, MP3, Musepack, MPEG, MPG, Ogg, OGM, QuickTime, TTA, WAV, WavPack, Windows Media Video y Xvid. Estos pueden estar empotrados en navegadores como Internet Explorer (para Windows, Windows Mobile y CE)), Firefox, Netscape, Mozilla, y Opera 9 para Windows. En abril de 2006 se introducirá Apple Safari y Linux soporte para Firefox.
TCPMP comenzó como un reproductor de código abierto para Pocket PC llamado Betaplayer. En el 2005 el equipo de desarrollo portó este a los Sistemas operativos PalmOS, Windows y Symbian OS y también fueron creados plug-ins para Internet Explorer, Firefox, Netscape, Mozilla y Opera 9 para Windows. La versión 1.0 se espera para abril de 2006 con soporte para las siguientes plataformas (BREW, .NET, Linux, y Mac OS X).
La versión de código abierto GPL se encuentra disponible en la siguiente dirección TCPMP Backup Site, mientras la versión licenciada se encontraría disponible en TCPMP.com y los componentes licenciados se espera que comiencen a aparecer en dispositivos embebidos en el 2006.
TCPMP también tiene Aceleración por Hardware para ATI y Intel 2700g móvil.